# M5 (Wit-Rusland)
De M5 of Magistrale 5 is een hoofdweg in Wit-Rusland met een lengte van 296 kilometer. De weg loopt van Minsk via Babroejsk naar Gomel. De eerste 53 kilometer, tussen Minsk en Mahiljow, is uitgebouwd tot expresweg. De M5 is in zijn geheel onderdeel van de E271, die ook van Minsk naar Gomel loopt.
M1 · 
M2 · 
M3 · 
M4 · 
M5 · 
M6 · 
M7 · 
M8 · 
M9 · 
M10 · 
M11 · 
M12 · 
M14